# Robert Lestienne
Robert Henri Charles Lestienne (* 8. September 1892 in Nantua; † 19. August 1944 in Rueil-Malmaison) war ein französischer Autorennfahrer.

## Karriere
Robert Lestienne war der jüngere Bruder von Waldemar Lestienne, der als leitender Ingenieur beim französischen Kraftfahrzeughersteller Corre-La Licorne tätig war. Firmin Lestienne, der Vater von Waldemar und Robert, hatte 1907 Automobiles Corre übernommen und zu Corre-La Licorne gemacht. 
In den 1920er-Jahren bestritt Robert Lestienne für das familieneigene Unternehmen Sportwagenrennen. Er startete dreimal beim 24-Stunden-Rennen von Spa-Francorchamps und einmal beim 24-Stunden-Rennen von Le Mans. 1924 beendete er das Rennen in Spa an der Seite von Fernand Vallon an der 10. Stelle der Gesamtwertung. In Le Mans wurde er 1925 gemeinsam mit seinem Bruder Gesamtneunter.

## Statistik

### Le-Mans-Ergebnisse
| Jahr | Team                                    | Fahrzeug                        | Teamkollege        | Platzierung | Ausfallgrund |
| ---- | --------------------------------------- | ------------------------------- | ------------------ | ----------- | ------------ |
| 1925 | Société Française des Automobiles Corre | Corre La Licorne V16 10CV Sport | Waldemar Lestienne | Rang 9      |              |

### 24-St-Spa-Ergebnisse
| Jahr | Team                                    | Fahrzeug                        | Teamkollege        | Platzierung | Ausfallgrund |
| ---- | --------------------------------------- | ------------------------------- | ------------------ | ----------- | ------------ |
| 1924 | Société Française des Automobiles Corre | Corre La Licorne                | Fernand Vallon     | Rang 10     |              |
| 1925 | Société Française des Automobiles Corre | Corre La Licorne V16 10CV Sport | Waldemar Lestienne | Rang 15     |              |
| 1926 | Société Française des Automobiles Corre | Corre La Licorne V16 10CV Sport | Waldemar Lestienne | Ausfall     | unbekannt    |